# Iqalto-Kloster
Iqalto-Kloster und Akademie von Iqalto (georgisch იყალთოს მონასტერი და იყალთოს აკადემია) war eine georgische Akademie und ein Kloster nahe Telawi, in der Region Kachetien.
Das Kloster wurde in der zweiten Hälfte des 6. Jahrhunderts durch Zenon Iqaltoeli (deutsch: „der von Iqalto kommt“) gegründet, einem christlichen Religionsstifter, der zu den so genannten 13 syrischen Vätern gehörte. Er soll dort auch begraben sein.
Im 12. Jahrhundert gründete der Theologe Arsen Iqaltoeli, im Auftrag des georgischen Königs David dem Erbauer, die Akademie. Er wurde an der Akademie von Mangana in Konstantinopel ausgebildet und war zunächst in der etwas älteren Akademie von Gelati zusammen mit Johannes Petrizi tätig. Die Akademie war jahrhundertelang das kulturelle Zentrum Georgiens. Sie lehrte Theologie, Philosophie, Astronomie, Rhetorik, Jura und Mathematik. Auf dem Gelände wurden auch Weinbau und das Schmiedehandwerk betrieben. 1616 wurde die Akademie durch Schah Abbas I. zerstört.

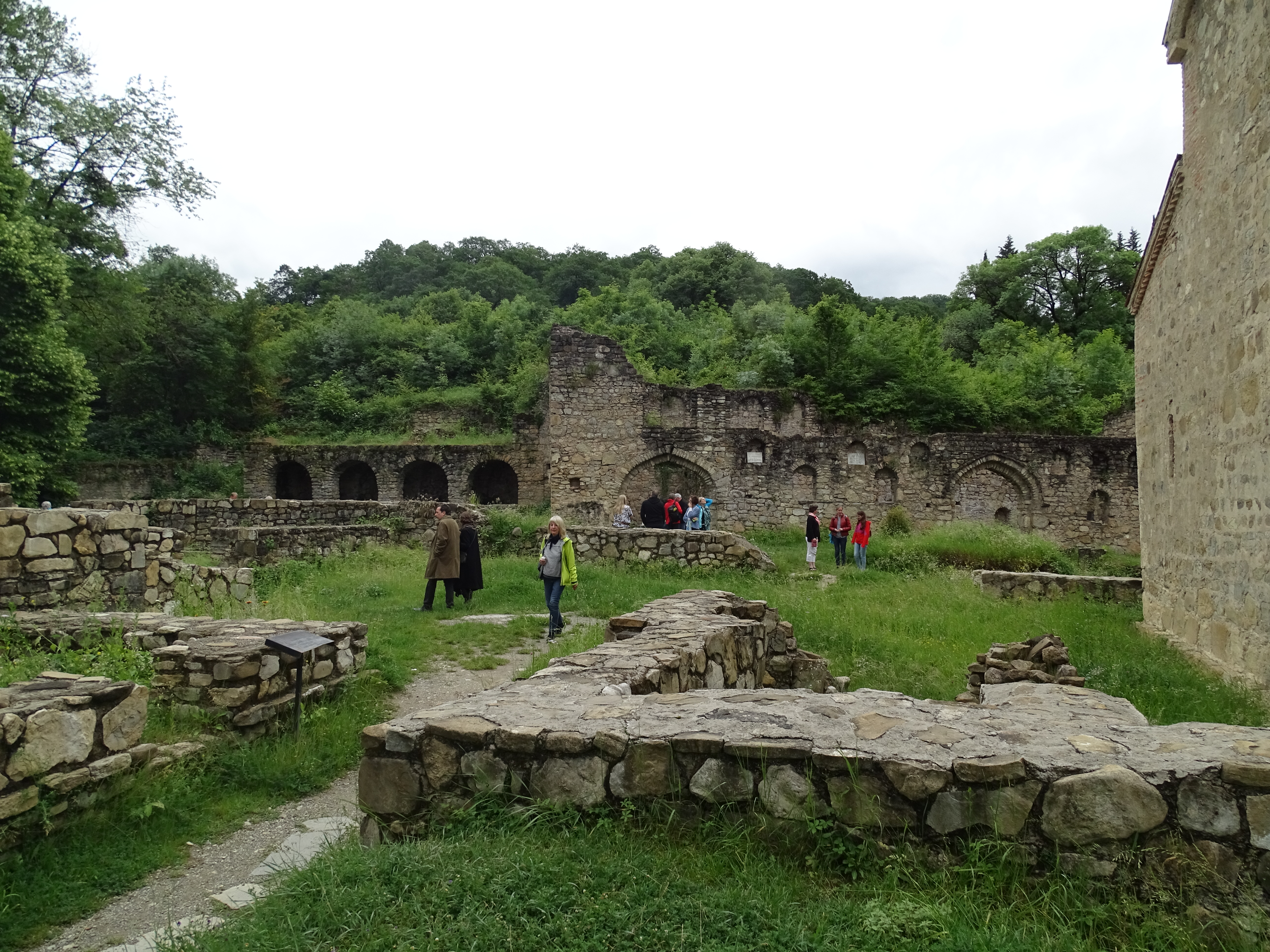
Ruinen von Ikalto

1938 wurde das Gelände archäologisch untersucht. Dabei wurden 59 Gebäudereste gefunden, mehrere Handwerksbetriebe und eine Kelterei. Auf dem Gelände befindet sich heute drei Kirchen und die Ruine der Akademie. Die Hauptkirche, Chwtaeba (deutsch: „Heilig-Geist“), stammt aus dem 8. Jahrhundert. Durch zahlreiche Umbaumaßnahmen entstanden in jüngeren Bauabschnitten weitere, inzwischen teilweise nicht mehr erhaltene Gebäude. Zum Bauen verwendete man Feld- und Bruchsteine.